# محفوظ نحناح
محفوظ نحناح، سياسي جزائري شارك في الثورة الجزائرية، وبعد الاستقلال اتجه إلى العمل الدعوي ومن ثم السياسي، وأسس حركة مجتمع السلم ذات اتجاه إسلامي.

## حياته
ولد محفوظ بن محمد نحناح يوم 27 يناير 1942 م في البليدة، نشأ على دراسة القرآن الكريم واللغة العربية على عدد من العلماء والأساتذة، أمثال الشيخ المصباح والشيخ العرباوي.
شارك محفوظ نحناح في ثورة التحرير[بحاجة لمصدر]، وكان أحد فتيتها في البليدة إلى غاية 1962 م وقد عاش فترة الثورة المسلحة بين المجاهدين، كما شارك في المظاهرات الشعبية الجماهرية إلى جانب الشهيد محمد بوسليماني ومحمد بلمهدي. لم يتجه محفوظ نحناح إلى المطالبة بالامتيازات والمكافآت التي طالب بها الكثيرون بعد الاستقلال[بحاجة لمصدر].
بدأ محفوظ نحناح نشاطه الدعوي عام 1962 بمساجد العاصمة والبليدة، وفي سنة 1964 م وضع محفوظ نحناح رفقة الشهيد بوسليماني اللبنة الأولى في الجزائر للجماعة بمساهمة بعض أساتذة الأزهر الشريف وجامعة عين شمس وبغداد وفلسطين[بحاجة لمصدر].
تعلم نحناح الفرنسية وأتقنها وقام بتدريسها عام 1960 في مدينته البليدة قبل يلتحق بالجامعة في الموسم الجامعي 1966م/1967م ليدرس اللغة والآداب، وقد دفعه إلى هذا الاختيار عشقه للغة العربية التي لا تزال صورة من صور التحدي للتيار التغريبي الفرنكفوني، تخرج عام 1970م بدرجة ليسانس في اللغة العربية ثم سجل بجامعة القاهرة قسم الدراسات العليا ـ تفسير[بحاجة لمصدر].
ساهم مع إخوانه بالجامعة المركزية بالجزائر العاصمة في فتح مسجد الطلبة وهو أول من أم صلاة الجمعة به وحضر الصلاة 12 شخصاً منهم محمد بوسليماني، عبد الوهاب بن حمودة ومالك بن نبي… [بحاجة لمصدر]
كان في مقدمة المسيرات التي تطالب بالمحافظة على الشخصية الإسلامية للأسرة ومواجهة كل دعوة غربية.
حكم على نحناح عام 1975 م بالسجن لمدة 15 عامًا بتهمة تدبير انقلاب ضد نظام الحكم آنذاك هواري بومدين حيث عارض فرض النظام الاشتراكي بالقوة على المجتمع الجزائري؛ باعتباره خياراً لا يتماشى مع هوية ومقومات الشعب الجزائري العربي المسلم، ودعا إلى توسيع الحريات السياسية والاقتصادية. كان السجن فرصة ثمينة للاستزادة من العلم من جهة، ومراجعة الأطروحات الفكرية والسياسية من جهة ثانية، وقد تحول على يديه خلق كثير من السجناء عن الانحرافات السلوكية، وأصبحوا نماذج حسنة.
وجهت للشيخ عدة تهم فتنقل بين سجون عديدة وقام بنشاط إسلامي لم تعرف السجون مثله في تلك الفترة وخرج منها سنة 1980 ليواصل المسيرة.
تمكنت الحركة التي يترأسها نحناح من تحقيق مكاسب سياسية كبيرة؛ حيث شاركت بسبع حقائب وزارية في الحكومة السابقة، وتشارك بثلاث حقائب في الحكومة الحالية.
شارك محفوظ نحناح في عدة مؤتمرات وملتقيات دولية في أوروبا و‌أمريكا و‌آسيا و‌أفريقيا تتعلق بقضايا الإسلام والغرب و‌حقوق الإنسان و‌الديمقراطية. والتقى أثناء زياراته لهذه الدول بزعماء وكبار مسؤولي هذه الدول في كل من فرنسا، و‌إسبانيا، و‌السويد، و‌الولايات المتحدة، و‌ألمانيا، و‌المملكة المتحدة، و‌إيطاليا، و‌سوريا، و‌الأردن، و‌السعودية، و‌السودان، و‌قطر، و‌الكويت، و‌المغرب، و‌ليبيا، وغيرهم من الدول.
من أهم الأطروحات التي دافع عنها نحناح: الشورى، الديمقراطية، التطور، التسامح، التعايش، الاحترام المتبادل، احترام حقوق الإنسان، مشاركة المرأة في مجالات الحياة، احترام حقوق الأقليات، حوار الحضارات، توسيع قاعدة الحكم، والتداول السلمي على السلطة، احترام الحريات الشخصية والأساسية، الوسطية والاعتدال وأخيرا تجسير العلاقة بين الحاكم والمحكوم.
أدان رئيس حزب «حركة مجتمع السلم» العنف والإرهاب وكل مظاهر الغلو في الدين منذ بداياتها، واعتبرها غريبة عن الإسلام والمسلمين، وكرس مشواره الدعوي منذ أكثر من 3 عقود في الدفاع عن العقيدة الصحيحة وقيم الوسطية والاعتدال، ورأى أن الخطأ الكبير الذي ارتكبته السلطة لا يعالَج بخطأ حمل السلاح، وجز الرقاب، وثقافة التدمير والحقد.
دفعت حركته ضريبة غالية وهي اغتيال أكثر من 500 من إطاراتها وأنصارها، من بينهم الشيخ محمد بوسليماني، كما أن له مواقف واضحة من الاشتراكية والعلمانية والجهوية و‌الصهيونية وقضية فلسطين و‌أفغانستان. أُلفت عنه عدة مقالات تعبر عن أفكاره، منها: "رجل الحوار“، و"خطوة نحو الرئاسة"، بالإضافة إلى مساهماته الثقافية في مختلف المجلات والجرائد العربية والملتقيات الوطنية والدولية والحوارات الإسلامية المسيحية في إيطاليا والسويد.

## مؤلفاته
أصدر نحناح كتابه الأول تحت عنوان «الجزائر المنشودة.. المعادلة المفقودة: الإسلام.. الوطنية.. الديمقراطية».
- صاغ بيان التجمع الإسلامي الكبير 1980.
- نظم أول مهرجان إسلامي 1988.
- نادى بإنشاء رابطة تجمع كل الدعاة من أجل الحفاظ على الهوية الإسلامية 1989.
- أول من ترأس جمعية الإرشاد والإصلاح 1990.
- أول رئيس لحركة المجتمع الإسلامي 1991 بالأغلبية ثم بالتزكية.
- أمضى وثيقة ترفض التنازل عن أي شبر من فلسطين مع العديد من العلماء.
- شارك مع وفد العلماء الذي توجه إلى بغداد.
- أول زعيم حركة إسلامية يترشح لرئاسة الجمهورية.

كان محفوظ نحناح رئيس حركة مجتمع السلم الجزائرية خلفه أبو جرة سلطاني لعهدتين متتاليتين ثم عبد الرزاق مقري منذ المؤتمر الخامس سنة 2013. رجل الوسطية في الإسلام السياسي بالجزائر. لايؤمن بالعنف ويميل إلى الوسطية والاعتدال وفاز نحناح بالمركز الثاني في الانتخابات الرئاسية عام 1995م وحصل على مايزيد على 3 ملايين صوت. توفي في يوم 19 جوان 2003.

## وفاته
توفي عن عمر يناهز 61 عاما، بعد صراع مع المرض تواصل قرابة عام، كان فيه يتردد على عدة مستشفيات عربية وأوروبية، قبل أن يستقر في المستشفى الأمريكي في باريس.
كان قد عاد من آخر رحلة استشفائية له، بعد أن نصح الأطباء أهله بإعادته إلى الجزائر لقضاء ما بقي له من أيام حياته. وكان مسكنه في مقر إقامة الدولة بنادي الصنوبر، طيلة أيام المرض مزارا لمسؤولين كبار في الدولة ولقيادة ونواب حزبه وشخصيات سياسية ووطنية كثيرة. وقال بعض من زاروه إن حالته كانت «متدهورة جدا»، ولم يكن بإمكانه أن يعي ما يجري حوله، بعد أن نال منه سرطان الدم ووصل به إلى آخر مراحله. وقد توفي في 19 يونيو 2003 على الساعة الثانية والنصف بعد ظهر في بيته. وكان الرئيس الجزائري عبد العزيز بوتفليقة قد زاره في المستشفى الأميركي بباريس، عندما كان في العاصمة الفرنسية لمقابلة الرئيس جاك شيراك.

## وصلات خارجية
- محفوظ نحناح على موقع IMDb (الإنجليزية)
- محفوظ نحناح على موقع مونزينجر (الألمانية)
- موقع حركة مجتمع السلم
- الصفحة الرسمية للشيخ محفوظ نحناح في موقع فيس بوك
- الشيخ محفوظ نحناح وفلسفته في الإصلاح، إخوان أون لاين، 15 أبريل 2009م
- تعريف به علي الجزيرة نت
- سلسلة الفهم (mp3). الشيخ محفوظ نحناح
- نحناح للجزيرة نت: هذه أسباب خسارتنا
- محفوظ نحناح الرقم الصعب في الساحة السياسية الجزائرية لـ الأهرام: من يرفع السلاح يغتال المستقبل.. والتطبيع مع إسرائيل هواية مشبوهة!، جريدة الأهرام المصرية، 4 ديسمبر 1999